# Birján
Pour l’article homonyme, voir Birjan et Sara.
Birján est un village et une commune du comitat de Baranya en Hongrie.